# Remmelbachtal und Braunebachtal bei Mürlenbach
Das Naturschutzgebiet Remmelbachtal und Braunebachtal bei Mürlenbach liegt im Landkreis Vulkaneifel in Rheinland-Pfalz auf dem Gebiet der Ortsgemeinden Salm und Mürlenbach. Das Gebiet erstreckt sich östlich und nordöstlich des Hauptortes Mürlenbach. Durch das Gebiet hindurch fließen der Braunebach und der Remmelbach, westlich fließt die Kyll. Durch das Gebiet hindurch, am nordöstlichen Rand und nördlich verläuft die Kreisstraße K 77 und südlich die Landesstraße L 16.

## Bedeutung
Das rund 153 ha große Gebiet wurde im Jahr 1992 unter der Kennung 7233-039 unter Naturschutz gestellt. Es umfasst ein Kalkflachmoor, angrenzende Magerwiesen, Gebüsche, Saum- und Laubwaldgesellschaften, Fließgewässer mit Feuchtwiesen, Weiden, feuchte Hochstaudenfluren und Halbtrockenrasen. Schutzzweck ist die Erhaltung dieser Biotope.